# Nabyla Maan
Nabyla Abdallaoui Maan, conocida simplemente como Nabyla Maan (en árabe: نبيلة معن‎; nacida el 6 de diciembre de 1987), es un cantautora marroquí.

## Biografía
Nabyla grabó su primer álbum en 2005, D'nya, en el que canta en árabe dariya, árabe clásico y francés, incluidas dos repeticiones de las famosas canciones de Nass El Ghiwane "Allah Ya Molana" y "Essiniya". Su álbum vendió cientos de miles de copias y le permitió exhibirse en conciertos en Marruecos y Europa. A los 19 años, fue la artista árabe y africana más joven en actuar en el teatro Olympia de París.
En 2009, lanzó su segundo álbum Ya Tayr El Ali, que también incluía canciones en árabe marroquí y clásico y francés, incluida su versión de "Padam, padam..." de Édith Piaf. Nabyla Maan es considerada una artista de música universal con influencias árabes, occidentales y africanas .

## Discografía

### Álbumes

#### D'nya(2005)
1. Morok'Oh - instrumental
2. D'nya - árabe marroquí
3. Le Bal Masqué - francés
4. Allah Ya Moulana - árabe marroquí
5. Essiniya - árabe marroquí
6. Hina Qalat - árabe clásico
7. Laghzal Fatma - árabe clásico
8. Adorable - francés
9. Entre Les Lignes - francés
10. Ilusiones - francés
11. Poupée d'Argile - francés
12. A Lalla Y Lalli - árabe marroquí, dúo con Said Moskir

#### Ya Tayr El Ali(2009)
1. Ya Tayr El Ali - árabe marroquí
2. La Toli - árabe clásico
3. J'Ai Peur de Te Dire - francés
4. Je Te Tatoue - francés
5. Kan Nady - árabe marroquí
6. Ewa Tkalam - árabe marroquí
7. Lema La Ohib - árabe clásico
8. Lekram Lamrassaâ - árabe marroquí
9. Padam Padam - francés
10. Ya Rouhi - árabe marroquí
11. Ya Woulidi - árabe marroquí
12. Ana Wa Enta - árabe marroquí

### Singles
- اختَر Khtar (2010)
- احكِ لِي Hki li (2011)